# Плетоварє
Плетоварє (словен. Pletovarje) — поселення в общині Шентюр, Савинський регіон, Словенія. 
Висота над рівнем моря: 345,8 м.